# Đông Thành, Đông Hoản
Đông Thành (chữ Hán giản thể: 东城区, âm Hán Việt: Đông Thành khu) là một nhai đạo thuộc địa cấp thị Đông Hoản, tỉnh Quảng Đông, Cộng hòa Nhân dân Trung Hoa. Đông Thành có diện tích 110 km², dân số thường trú 63.000 người, dân số tạm trú là 300.000 người. Nhai đạo Đông Thành được chia ra thành 22 xã khu. Năm 2005, GDP của quận này là 10,8 tỷ nhân dân tệ.